# Henschia transcaucasicus
Henschia transcaucasicus är en insektsart som beskrevs av Logvinenko 1975. Henschia transcaucasicus ingår i släktet Henschia och familjen dvärgstritar. Inga underarter finns listade i Catalogue of Life.